# دوروثيا رودس لوميس مور
كانت دوروثيا رودس لوميس مور (دورثيا رودس قبل الزواج، ودوروثيا لوميس بعد الزواج الأول، ودورثيا مور بعد الزواج الثاني، 9 نوفمبر 1857 – 4 مارس 1942) طبيبة وكاتبة ومحررة صحفية وناشطة أمريكية الجنسية. كانت دوروثيا تلميذة ناجحة درست الموسيقى في معهد نيو إنجلاند للموسيقى في بوسطن، لكنها التحقت أيضًا بكلية الطب في جامعة بوسطن في عام 1881، وتخرجت منها في عام 1884 بمرتبة شرف. في عام 1880 تزوجت دوروثيا تشارلز فليتشر لوميس، وفي عام 1885، انتقلت إلى لوس أنجلوس بولاية كاليفورنيا حيث بدأت ممارسة مهنة الطب. عملت مور محررة وناقدة في الصحافة الدرامية والموسيقية في صحيفة لوس أنجلوس تايمز. كان لدوروثيا دور أساسي في بناء جمعية إنسانية نشأت من خلال ملاحظاتها لحالات الإهمال والقسوة التي تعرض لها الأطفال الفقراء والعائلات المكسيكية التي زارتها خلال عملها؛ وكان لها أيضًا دور في إنشاء نظام كاليفورنيا لمحاكم الأحداث.
كتبت مور في العديد من الصحف والمجلات البارزة، بما في ذلك مجلة بوك ومجلة دجادج ومجلة لايف ودورية النساء وصحيفة سان فرانسيسكو أرغوناوت ودورية ذا كاليفورنيان وفي العديد من المجلات الطبية الأمريكية. بعد طلاقها من تشارلز لوميس في عام 1891، تزوجت دوروثيا الطبيب إرنست كارول مور في عام 1896. كانت دوروثيا من المقربين للشاعرة شارلوت بيركنز جيلمان وكانت الروائية ماري أوستن صديقة حياتها.

## أولى سنوات حياتها وتعليمها
ولدت ماري دوروثيا رودس في مدينة تشيليكوت بولاية أوهايو بتاريخ 9 نوفمبر 1860 لجوسايا إتش رودس من بنسلفانيا وذو الأصول الهولندية، ولسارة كروسبي سويفت، ذات الأصول البيوريتانية من إقليم إنجترا الجديدة. مات العديد من إخوتها في سن الطفولة. في عام 1868، انتقلت العائلة إلى مدينة بورتسموث في ولاية أوهايو.
التحقت مور بكلية بورتسموث للإناث، وتخرجت بدرجة بكالوريوس في الآداب في سن السادسة عشر وحصلت على المرتبة الثانية بين زملائها في الدفعة. بعد عامين اثنين، انتقلت إلى فيلادلفيا بولاية بنسلفانيا والتحقت بمعهد إيما سيلر للموسيقى ودرست فيه لمدة عامين. خلال تلك الفترة، حضرت دوروثيا العديد من الحفلات الموسيقية وعروض الأوبرا وقرأت الكثير من الكتب في المكتبات العامة. انتقلت دوروثيا بعدها إلى مدينة بوسطن بولاية ماساتشوستس، ودرست الموسيقى على يد جيمس أونيل في معهد نيو إنجلاند للموسيقى.

## الحياة المهنية
بتاريخ 16 أبريل 1880، تزوجت ماري دوروثيا الطالب في جامعة هارفارد، تشارلز فليتشر لوميس، سرًا في بوسطن. التحقت ماري بكلية الطب في جامعة بوسطن في عام 1881، وتخرجت بمرتبة الشرف في عام 1884. ترك تشارلز لوميس جامعة هارفرد بسبب مستوى درجاته الضعيف، والتحق بالعمل لدى عائلة زوجته في منطقة نهر سيوتو في ولاية أوهايو. في البداية عمل لوميس في الزراعة، لكنه أصبح فيما بعد صحفيًا في جريدة غاتزيتا (الوقائع) قبل أن ينضم إلى فريق عمل صحيفة لوس أنجلوس تايمز في عام 1884.